# کوچادایان
کوچادایان (به تامیلی: Kochadaiiyaan) فیلمی محصول سال ۲۰۱۴ و به کارگردانی سونداریا راجینیکانت است. در این فیلم بازیگرانی همچون راجینیکانت، دیپیکا پادوکونه، شوبانا، آدی پینستی، جکی شروف، نثار ایفای نقش کرده‌اند.